# آزات آلچوجیان
آزات هاکوبی آلچوجیان (ارمنی: Ազատ Հակոբի Ալչուջյան؛  زادهٔ ۱۸ فوریهٔ ۱۹۰۶ - درگذشته ۲۷ ژوئیهٔ ۱۹۷۴) یک شیمی‌دان و استاد اهل ارمنستان بود.

## زندگی‌نامه
در ۳ مارس [سبک قدیمی: ۱۸ فوریه] ۱۹۰۶ در آخالتسیخه به دنیا آمد و از انستیتو دولتی فناوری سن پترزبورگ (۱۹۳۲) فارغ‌التحصیل شد.وی در دانشگاه ملی پلی‌تکنیک ارمنستان فعالیت می‌کرد.  وی همچنین برنده دانشمند شایسته ارمنستان شوروی (۱۹۶۵) شده است. وی در ۲۷ ژوئیهٔ ۱۹۷۴ در سن ۶۸ سالگی در ایروان درگذشت.

## یادداشت
1. ↑  քիմիական գիտությունների դոկտոր
2. ↑  Սանկտ Պետերբուրգի պետական տեխնոլոգիական ինստիտուտ